# La Pueblanueva
La Pueblanueva település Spanyolországban, Toledo tartományban. La Pueblanueva Talavera de la Reina, Montearagón, Cebolla, Malpica de Tajo, San Martín de Pusa, San Bartolomé de las Abiertas és Las Herencias községekkel határos. Lakosainak száma 2138 fő (2024).

## Népesség
A település népessége az utóbbi években az alábbiak szerint változott:
| Lakosok száma | 2025 | 2101 | 2244 | 2343 | 2394 | 2352 | 2252 | 2140 | 2166 | 2138 |
|               | 2001 | 2004 | 2007 | 2009 | 2012 | 2014 | 2017 | 2019 | 2022 | 2024 |